# Сент-Питер (Доминика)
Сент-Питер (англ. Saint Peter) — один из 10 приходов Доминики.
Граничит с приходами Сент-Джон (на севере), Сент-Джозеф (на юге) и Сент-Эндрю (на востоке). Площадь прихода 27,7 км², население 1452 человека. Колио (самая большая деревня), Дюблан и Биош — единственные поселения в приходе.